# Belgian Street Railways and Omnibus Company Limited
La Belgian Street Railways and Omnibus Company Limited (BSROC) est une compagnie d'omnibus et tramways ayant officié à Bruxelles en Belgique à partir de 1869. Elle disparait le 1er janvier 1875, remplacée par la Société des Tramways bruxellois (TB).

## Histoire
La société BSROC est constituée à Londres les 31 juillet et 4 août 1868. Elle se voit céder par la ville de Bruxelles, une concession pour un réseau d'omnibus à chevaux, le 19 mai 1869. Cette concession avait initialement été attribuée à MM. de Waete et Bossaert le 24 juillet 1867. Ils avaient fondé la Compagnie des Omnibus de Bruxelles.
Le siège de la société BSROC est à Londres, dans Lothburry au n°5, les bureaux bruxellois se trouvent au 47 de la rue du Vautour. L'administrateur belge de la société est M. Albert Vaucamps. Il succède à William Valentine le 13 octobre 1870.
Le 15 mars 1872, il se voit attribuer par la ville de Bruxelles, la concession d'un réseau de « chemin de fer américain » à traction par chevaux.

## Les lignes
- Gare du Nord - Laeken;
- Place Liedts - rue Merode;
- Église de Laeken - Anderlecht[2].

L'ensemble du réseau a une longueur de 13,2km.